# Ho Chi Minh-route

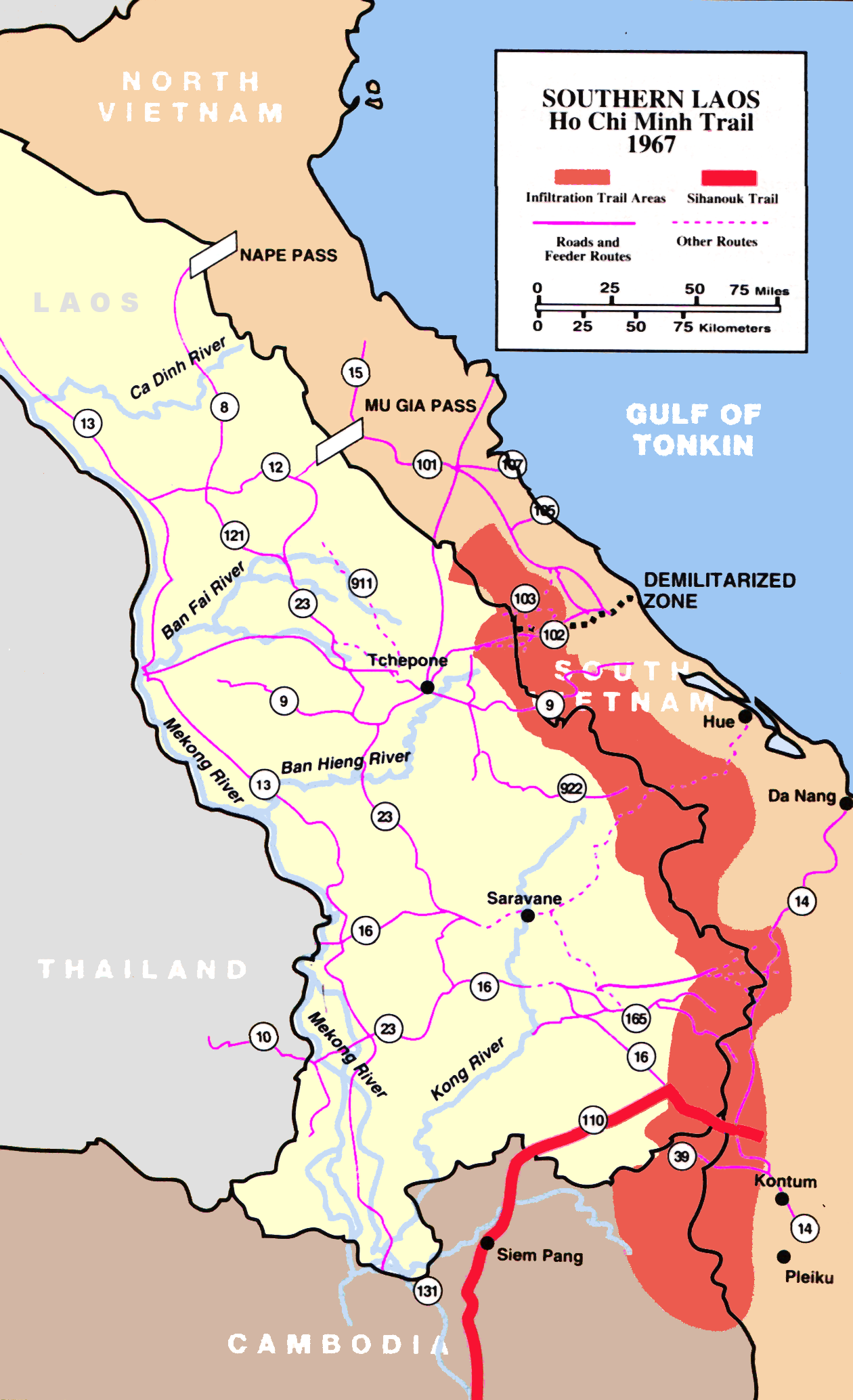
De Ho Chi Minh-route in Vietnam en Laos

De Ho Chi Minh-route (Engels: Ho Chi Minh trail) was een logistiek systeem van paden, wegen en rivieren dat Noord-Vietnam met Zuid-Vietnam verbond via de naburige koninkrijken Laos en Cambodja. Via deze infrastructuur bevoorraadden het Nationaal Front voor de Bevrijding van Zuid-Vietnam en het Vietnamees Volksleger hun troepen tijdens de Vietnamoorlog.
De route kwam er nadat het Amerikaans leger de zeeroute afsloot waardoor het Noorden noodgedwongen zijn transport over het land moest voeren. Het pad was onderhevig aan bombardementen van 3 miljoen ton aan explosieven.
De naam is van Amerikaanse oorsprong en verwijst naar de naam van de toenmalige president van Noord-Vietnam, Hồ Chí Minh. In Noord-Vietnam was het bekend als de Truong Son-route, naar de  bergketen in Centraal-Vietnam waar de route door liep. De Noord-Vietnamezen noemden het ook route 559, naar de mannen en vrouwen van Korps 559. Zij hadden diep in de jungle een doolhof van bospaadjes aangelegd van 19.000 kilometer waarlangs manschappen en materieel naar het Zuiden gingen.